# 清潔生產
根據联合国环境规划署工业与环境规划中心定義，清洁生产（cleaner production）是一种新的创造性的思想，该思想将整体预防的环境战略持续应用于生产过程、产品和服务中，以增加生态效率和减少人类及环境的风险。

## 方法
- 对生产过程，要求节约原材料与能源，淘汰有毒原材料，减降所有废弃物的数量与毒性
- 对产品，要求减少从原材料提炼到产品最终处置的全生命周期的不利影响
- 对服务，要求将环境因素纳入设计与所提供的服务中。